# Reusa mit Sorga
Reusa mit Sorga ist ein Stadtteil von Plauen im Vogtland, der 1903 als Teil der Verbandsgemeinde Reusa mit Kleinfriesen und Sorga mit Tauschwitz eingemeindet wurde.

## Geographie
Reusa mit Sorga liegt relativ im Zentrum der Stadt, im Stadtgebiet Ost und grenzt an acht weitere Stadtteile Plauens.
| Reichenbacher Vorstadt | Chrieschwitz, Alt Chrieschwitz              | Kleinfriesen |
| Ostvorstadt            | Kompassrose, die auf Nachbargemeinden zeigt | Großfriesen  |
| Reinsdorf              | Tauschwitz                                  |              |

Die Fläche der Ortschaft besteht zu 35,6 % aus Landwirtschaftlicher Nutzfläche und zu 25,1 % aus Wald. Die restliche Fläche sind Straßen, Wohn- und Industrieflächen.

## Geschichte

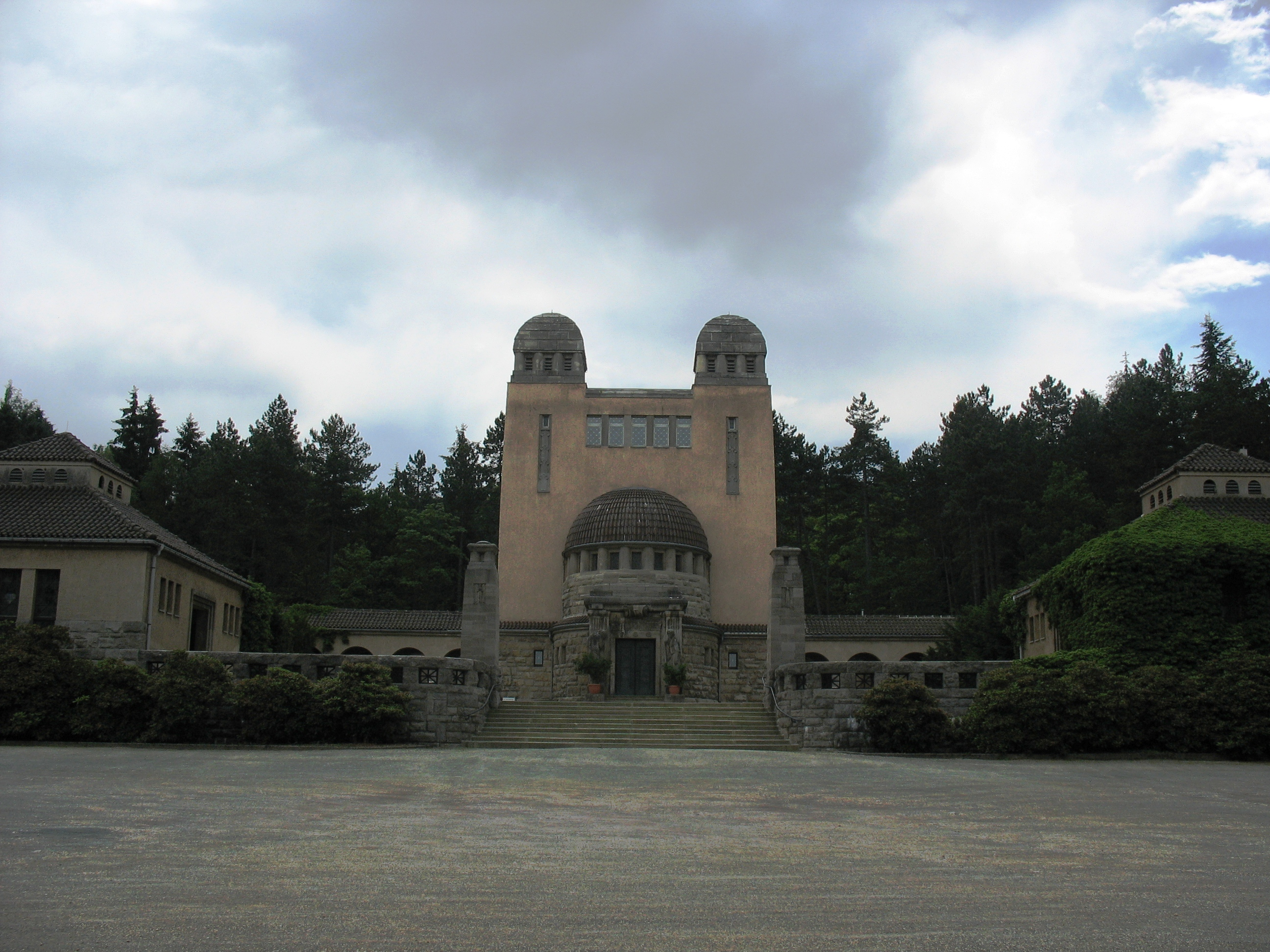
Das denkmalgeschützte Krematorium auf dem Plauener Hauptfriedhof.

Reusa wurde 1368 urkundlich als Rusan erwähnt, 1750 folgte Sorga schon unter diesem Namen. Reusa war eine Gutssiedlung, Sorga eine Häuserzeile in Gutsblockflur. Reusa und Sorga gehörten bis ins 19. Jahrhundert zum Amt Plauen. Beide Orte bildeten zusammen mit Kleinfriesen und Tauschwitz eine Landgemeinde. Die Gemeinde gehörte später zur Amtshauptmannschaft Plauen und wurde 1903 in die Stadt Plauen eingemeindet, kurz bevor diese Großstadt wurde.
Auf dem Gelände des heutigen Gewerbegebiets befand sich das Rittergut und daneben in einer Parkanlage stand das Schloss Reusa, welches 1918 wegen Baumängeln abgerissen wurde. Zur Jahrhundertwende zum 20. Jahrhundert wurde das städtische Krankenhaus eröffnet, welches seitdem immer weiter ausgebaut wurde und heute unter dem Namen Helios Vogtland Klinikum Plauen firmiert.
Von 1912 bis 1918 wurde der ca. 37 Hektar große Hauptfriedhof errichtet und 1921 erhielt der Stadtteil einen Anschluss an das Liniennetz der Plauener Straßenbahn.

### Einwohnerentwicklung
Entwicklung der Einwohnerzahl. Angegeben ist die Gesamtzahl für Reusa und Sorga. In Klammern stehen die Einzelwerte (Sorga / Reusa): :
| - 1583: 6* - 1764: 33 (6 / 27) - 1834: 317 (37 / 280) | - 1871: 489 (69 / 420) - 1890: 1.518 (38 / 1.480) - 1903: 2.092 (68 / 2.024) - 2002: 4.074 |

[*] Angabe nur für Reusa

## Öffentlicher Nahverkehr
Durch den nördlichen, bebauten Teil des Stadtteils führen die Linien 1 und 6 der Straßenbahn Plauen. Von Plamag nach Reusa. Sowie von Reusa nach Preißelpöhl. Diese bietet Verbindungen im 15-Minuten-Takt in die Innenstadt. Außerdem verkehrt die PlusBus-Linie 70 von Plauen nach Auerbach und Rodewisch im Stundentakt über Reusa.